# مصطفى أبو بكر
مصطفى أبو بكر (بالإندونيسية: Mustafa Abubakar)‏ هو محافظ مدينة آتشيه سنة 2009 وهو من مواليد 15 أكتوبر 1949 وقد عينته الحكومة الاندنوسية في هذا المنصب مؤقتاً.